# The Pierces
The Pierces sono un duo statunitense di genere folk rock, alternative e indie rock originario di Birmingham (Alabama), accompagnate da una band. Hanno iniziato la loro attività nei primi anni 2000.

## Storia del gruppo

### Infanzia
Le sorelle Catherine e Allison Pierce sono nate a due anni di distanza a Birmingham, Alabama. Hanno viaggiato spesso ed hanno ricevuto un'educazione casalinga dai loro genitori che si autodefiniscono hippie. Il padre suonava la chitarra in vari gruppi, mentre la madre era una pittrice. A contatto così con musica e arti fin dalla tenera età, le sorelle Pierce sono cresciute ascoltando Joni Mitchell e Simon & Garfunkel. Da bambine, sono state incoraggiate ad esplorare il loro lato creativo e ad esibirsi ai party, nei matrimoni e nelle chiese. Allison cominciò a ballare a tre anni ed ambedue le sorelle sono ora ballerine complete. Hanno imparato a suonare la chitarra e ad armonizzare. Nel 1995 lasciano la danza per frequentare l'università e dedicarsi alla musica.

### Carriera musicale

#### The Pierces (2000-2004)
Mentre frequentavano la Auburn University, un amico spedì un loro nastro ad una casa discografica di Nashville. Questo ha portato al loro primo album The Pierces (2000), caratterizzato da armonie folk e canzoni adult alternative. L'album non ebbe successo a causa della mancanza di supporto da parte dall'etichetta.

#### Light of the Moon (2005-2006)
Il 10 agosto 2005 esce il loro secondo album, Light of the Moon, per la Universal. L'album era stato prodotto da Brian Sperber e contiene 11 brani dei quali le sorelle sono autrici o coautrici.

#### Thirteen Tales of Love and Revenge (2007-2010)
Il 20 marzo 2007 viene pubblicato il loro terzo album Thirteen Tales of Love and Revenge. Prodotto da Roger Greenawalt (Nils Lofgren, Radish, Ben Kweller), l'album riceve delle buone critiche, specialmente per il singolo "Boring", che fa la parodia di alcune celebrità mondane. Il nuovo album ha uno stile più oscuro, spigoloso, a volte utilizzando strumenti diversi come una fisarmonica, una calliope, fagotti, un sitar, violini, un'autoharp, e una lap steel hawaiana. Segna un definitivo cambiamento nella strada del gruppo, che finora era conosciuto come una folk rock band.
In un'intervista con la rivista Rolling Stone, dopo che sono state proposte come Rolling Stone Breaking Artist, hanno rivelato che questo album "era sentito come ultima chance". Di conseguenza "andammo solo per lui, ci siamo divertite".
Il 5 dicembre 2007, The Pierces sono apparse nella serie televisiva Gossip Girl, eseguendo le loro canzoni "Secret" e "Three Wishes".
Il 21 agosto 2008, la loro "Secret" è apparsa in un promo per lo Showtime show Dexter.
Nel maggio 2009, La TV olandese canale NET 5 usò "Secret" in un promo per "Charmed" e "Ghost Whisperer".
Il 23 ottobre 2010 il gruppo appare in Later... with Jools Holland.
Il duo appare nell'ultimo album di The All-American Rejects, When The World Comes Down, nel brano "Another Heart Calls". Essi hanno eseguito la canzone dal vivo con The All-American Rejects nel luglio 2009 a The List di Dallas, Texas
La canzone "Secret" del duo è inoltre sigla della serie televisiva Pretty Little Liars (2010-2016), basata sull'omonima serie di libri di Sara Shepard, in onda su ABC Family.

#### You & I (2011-2013)
Si sono anche esibite dal vivo nello show Lorraine di ITV1 nel marzo 2011 per promuovere il loro nuovo singolo, "Glorious".

#### Creation (2014-2015) e pausa
Il 19 agosto 2015 annunciano sulla loro pagina Facebook che si sarebbero prese una pausa per dedicarsi a progetti individuali.

## Formazione
- Catherine Pierce (voce)
- Allison Pierce (voce, chitarra)

## Discografia

### Album
- 2000 - The Pierces
- 2005 - Light of the Moon
- 2007 - Thirteen Tales of Love and Revenge
- 2011 - You & I
- 2014 - Creation

### EP
- 2004 - Sampler
- 2010 - Love You More EP
- 2011 - You'll Be Mine

### Singoli
| Singolo                     | Data pubblicazione | Album di provenienza                      |
| --------------------------- | ------------------ | ----------------------------------------- |
| The Way                     | 2000               | The Pierces (2000)                        |
| A Way to Us                 | 2004               | Light of the Moon (2005)                  |
| Boring                      | 2007               | Thirteen Tales of Love and Revenge (2007) |
| Sticks and Stones           | 2007               | Thirteen Tales of Love and Revenge (2007) |
| Secret                      | 2007               | Thirteen Tales of Love and Revenge (2007) |
| You'll Be Mine              | 6 marzo 2011       | You & I (2011)                            |
| Glorious                    | 10 aprile 2011     | You & I (2011)                            |
| It Will Not Be Forgotten    | 8 agosto 2011      | You & I (2011)                            |
| Kissing You Goodbye         | 23 ottobre 2011    | You & I (2011)                            |
| I Put Your Records On       | 5 marzo 2012       | You & I (2011)                            |
| Kings                       | 31 gennaio 2014    | Creation (2014)                           |
| Believe in Me               | 12 aprile 2014     | Creation (2014)                           |
| Creation                    | 8 agosto 2014      | Creation (2014)                           |
| The Devil Is a Lonely Night | 5 novembre 2014    | Creation (2014)                           |